# Hylarana lepus
Hylarana lepus är en groddjursart som först beskrevs av Andersson 1903.  Hylarana lepus ingår i släktet Hylarana och familjen egentliga grodor. IUCN kategoriserar arten globalt som livskraftig. Inga underarter finns listade i Catalogue of Life.